# Бад-Клостерлаусниц
Бад-Клостерлаусниц (нем. Bad Klosterlausnitz) — община в Германии, в земле Тюрингия. 
Входит в состав района Заале-Хольцланд.  Население составляет 3437 человек (на 31 декабря 2010 года). Занимает площадь 16,60 км².